# کنترل دیجیتال
کنترل دیجیتال شاخه‌ای از علم کنترل است که از کامپیوترهای دیجیتال بهره می‌گیرد. از آنجایی که داده‌های مورد استفاده در کامپیوترهای دیجیتال گسسته می‌باشند، در کنترل دیجیتال برای تحلیل و همچنین طراحی ها به جای تبدیل لاپلاس از تبدیل زد استفاده می‌شود.

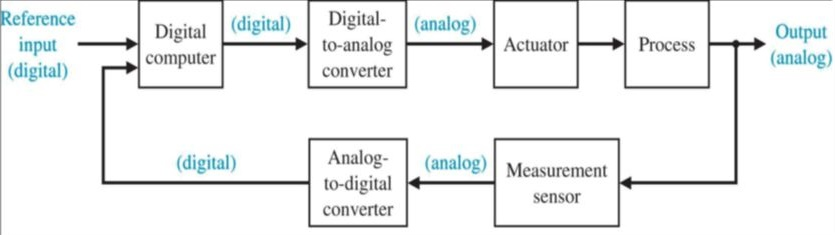
نمایی از ساختار سیستم زمان گسسته

## ویژگی ها و معایب
از جمله ویژگی های کنترل دیجیتال نسبت به کنترل آنالوگ می توان به موارد زیر اشاره کرد.
- هزینه پایین : امروزه می توان با صرف کمترین هزینه میکروکنترلر هایی را در اختیار داشت و کنترل کننده را به وسیله آن پیاده سازی نمود.
- انعطاف پذیری : در صورت نیاز به تغییرات می توان آن را به راحتی در برنامه نوشته شده اعمال نمود و نیازی به تغییر ساختار فیزیکی نیست.

از معایب این روش کنترلی موارد زیر مطرح می باشد.
- محدودیت حافظه : سیستم های دیجیتالی در ذخیره اطلاعات از نظر حافظه دارای محدودیت هستندی توانند تعداد مشخصی داده را در خود حفظ و نگهداری کنند.
- خطا کوانتیزه کردن : برای تبدیل سیگنال های آنالوگ به دیجیتال علاوه بر گسسته سازی باید عمل کوانتیزه کردن نیز انجام شود که معمولاً دارای خطا به دلیل محدودیت است.
- روش های طراحی : با توجه به سابقه کنترل آنالوگ ، طیف روش های طراحی در کنترل دیجیتال بسیار محدود تر است.

## اجزای کنترلر دیجیتال
یک کنترلر دیجیتال معمولاً از اجزای زیر تشکیل شده است:
- مبدل آنالوگ به دیجیتال: برای دریافت سیگنال آنالوگ و تبدیل آن به سیگنال دیجیتال قابل استفاده برای کامپیوتر
- برنامه کنترلر: برنامه‌ای که برای ورودی، خروجی مناسب را محاسبه می‌کند.
- مبدل دیجیتال به آنالوگ: برای تبدیل خروجی برنامه به سیگنال آنالوگ.

## پایداری
پایدار بودن کنترلر آنالوگ الزاماً به معنای پایدار بودن کنترلر دیجیتال متناظر نیست، بلکه ممکن است به علت مناسب نبودن فرکانس نمونه‌برداری کنترلر دیجیتال ناپایدار شود.از جمله روش هایی که برای بررسی پایداری سیستم های زمان گسسته خطی مورد استفاده قرار می گیرد می توان به معیاری ژوری اشاره نمود ( که معادل روش راث - هرویتز در سیستم های زمان پیوسته خطی می باشد )

## تبدیل سیستم زمان پیوسته به زمان گسسته
برای یافتن سیستم زمان گسسته خطی ای که که شبیه یک سیستم زمان پیوسته عمل کند معمولاً از تقریب استفاده می شود . روش های متعددی برای این تقریب وجود دارد که از جمله آن ها می توان به تبدیل تاستین اشاره نمود که به شکل زیر می باشد.
{\displaystyle {\begin{aligned}z&=e^{sT}\\&={\frac {e^{sT/2}}{e^{-sT/2}}}\\&\approx {\frac {1+sT/2}{1-sT/2}}\end{aligned}}}
و برای معکوس آن خواهیم داشت:
{\displaystyle {\begin{aligned}s&={\frac {1}{T}}\ln(z)\\&={\frac {2}{T}}\left[{\frac {z-1}{z+1}}+{\frac {1}{3}}\left({\frac {z-1}{z+1}}\right)^{3}+{\frac {1}{5}}\left({\frac {z-1}{z+1}}\right)^{5}+{\frac {1}{7}}\left({\frac {z-1}{z+1}}\right)^{7}+\cdots \right]\\&\approx {\frac {2}{T}}{\frac {z-1}{z+1}}\\&={\frac {2}{T}}{\frac {1-z^{-1}}{1+z^{-1}}}\end{aligned}}}